# 矢
矢（や）は、武具（狩猟具）の一種。木や竹、金属などで作った棒の端に軌道を安定させる羽根を取り付け、反対側の端をとがらせた、あるいはとがったものや用途に応じた物を取り付けたもので、主に弓の弾力を利用して発射されるが、投擲する物（投げ矢）や呼気など空気を利用する物（吹き矢）もある。箭の字も用いられる。

## 構造

### 和弓の矢

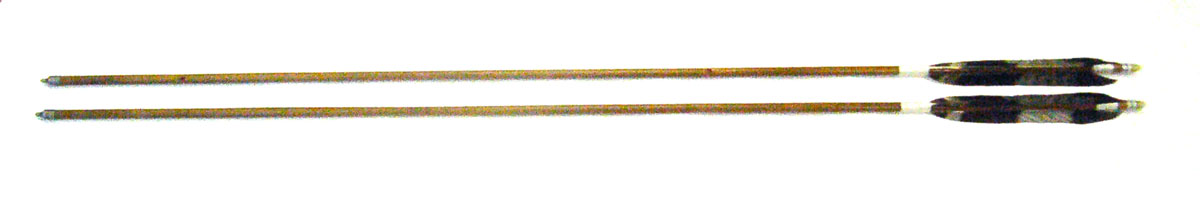
矢（一手）

和弓に用いられている矢は、現在でも矢竹の端に鏃を、反対の端に矢羽や筈をつけて作られている。
矢の長さは、自分の矢束（やづか。首の中心から横にまっすぐ伸ばした腕の指先まで）より手の指数本分長いものが安全上好ましいとされている。
平家物語には十二束三伏（拳の幅12個分に加え指3本分の幅）という表記もある。
矢を作る職人を矢師（ちなみに、ゆがけを作る職人は『かけ師』、弓は『弓師』）という。弓矢は鉄砲と比べ、科学技術的にはより原始的なものではあるが、消耗品である矢を含め全ての製造を職人技に頼らなければならなかった。この点、弾火薬の製造は知識さえあれば誰でもできる労働集約型産業でまかなえたことが、銃器の普及が推進された一因でもある。

#### 鏃（矢尻＝やじり）

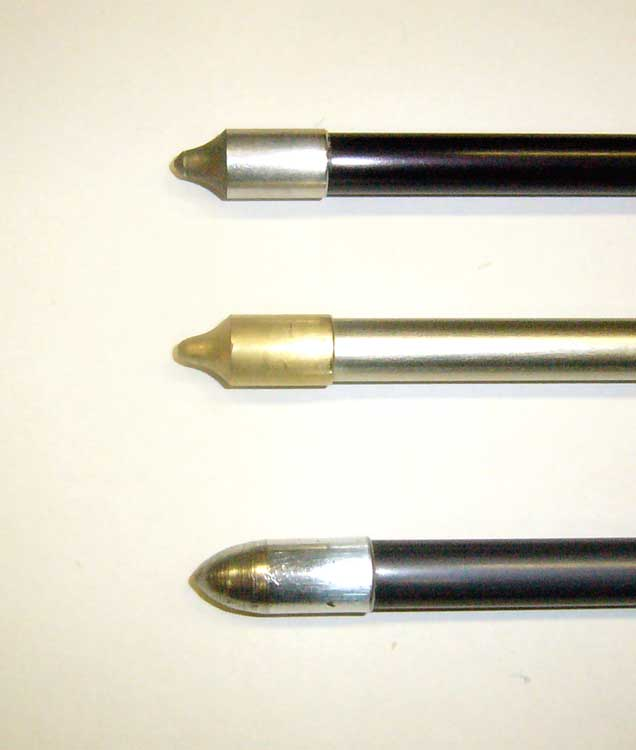
現代の弓道で用いられる鏃。上から鉄製の鏃（打根）、真鍮製の鏃（打根）、巻藁矢の鏃（丸根）

縄文時代までは黒曜石等の石鏃のほか、鮫の歯、動物の骨や角などで作られていたが、弥生後期には急速に鉄製（鉄鏃）に替わっている（鏃も参照）。使用目的により、様々な形の鏃が発達した。現在では鉄製のものが用いられている。また稀に真鍮製の鏃を用いる人もいる。箆に挿し込むものと被せるものの二種類があるが、もっぱら「かぶせ」が使用されている。
長く使用していると磨り減るので、そのときは交換しなければならない。
矢を持つとき、日置流などではここを持つ。
流派によって、「板付（いたつき）」「矢の根（あるいは単に「根」とも）」などと呼ぶこともある。
戦闘においては一般的に小さく軽い物は遠距離用、逆に大きく重い物は近距離用で、刃の部分が広く大きめの鏃は鎧を付けていない敵に対して、細身で返しもない様な鏃は鎧、特に鎖帷子の敵に対して、刃はないがやや太く重めの鏃は板金の鎧を着た相手に対して使用した。また、火矢用に燃やすためのボロ布を絡めやすくなった鏃もあった。素材も丈夫な鉄だけでなく、緑錆のついた銅や着弾すると砕け散る石の鏃をあえて使うこともあった。
木製の鏃、木鏃（もくぞく）については捕具#矢・鏃の項を参照。

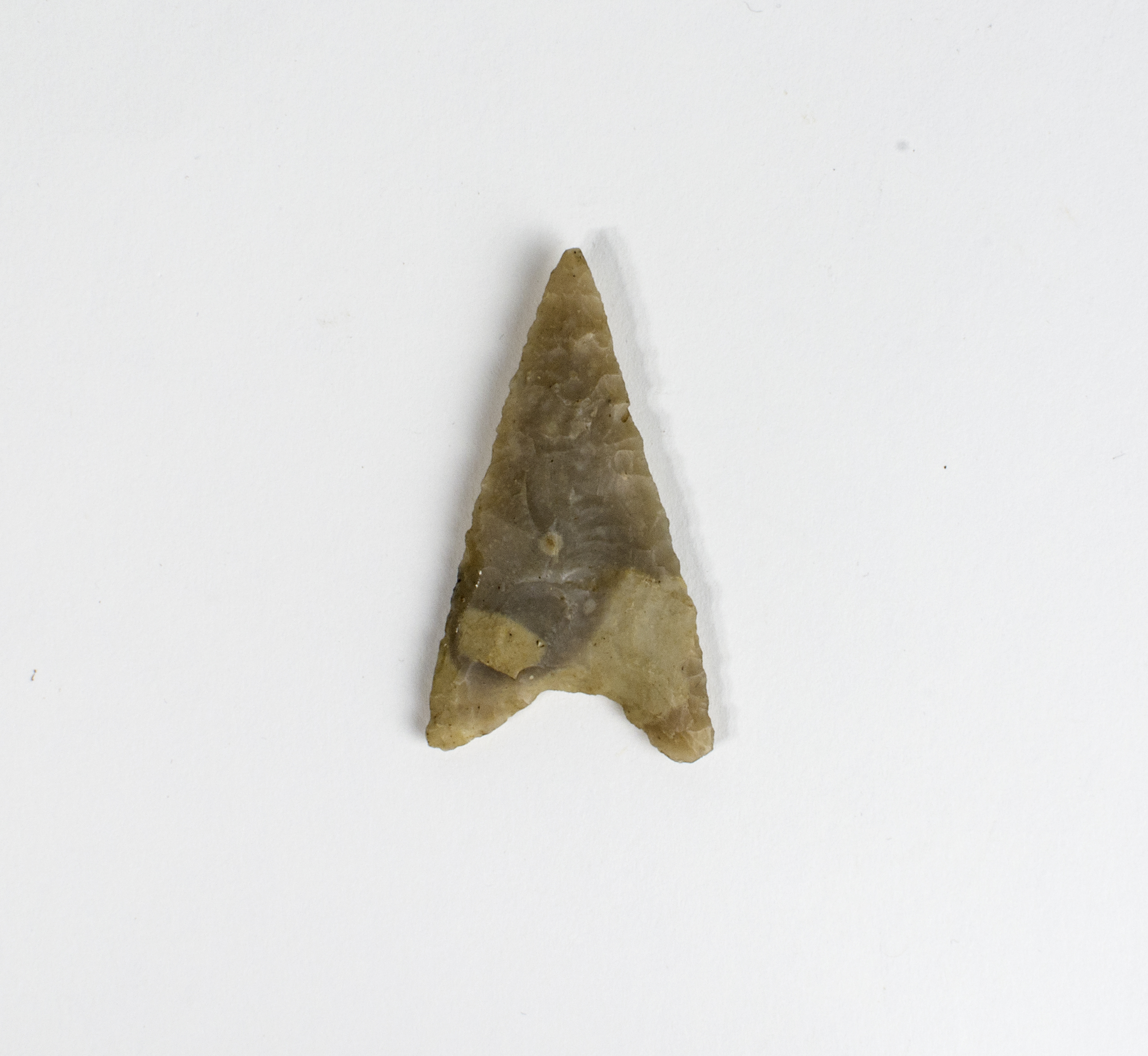
新石器時代の矢尻
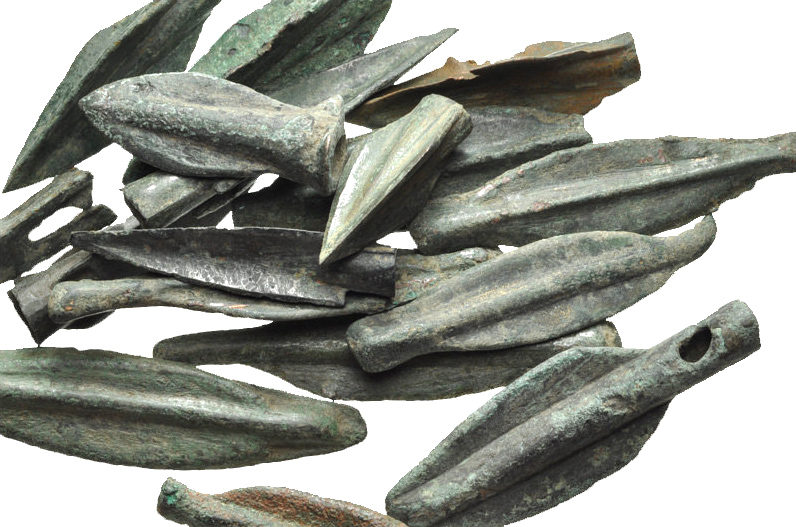
古代ギリシアの青銅製の矢尻
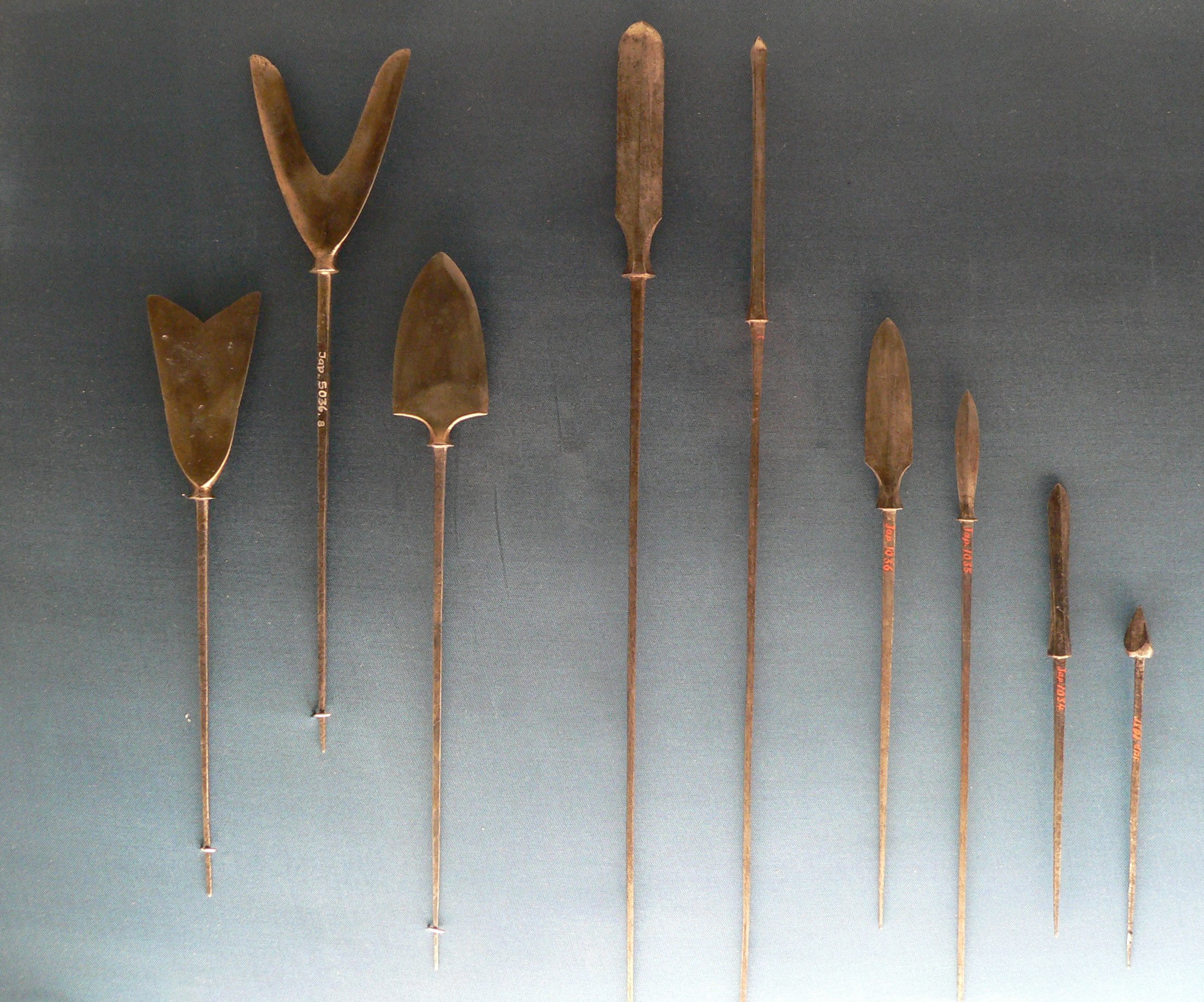
日本の矢尻
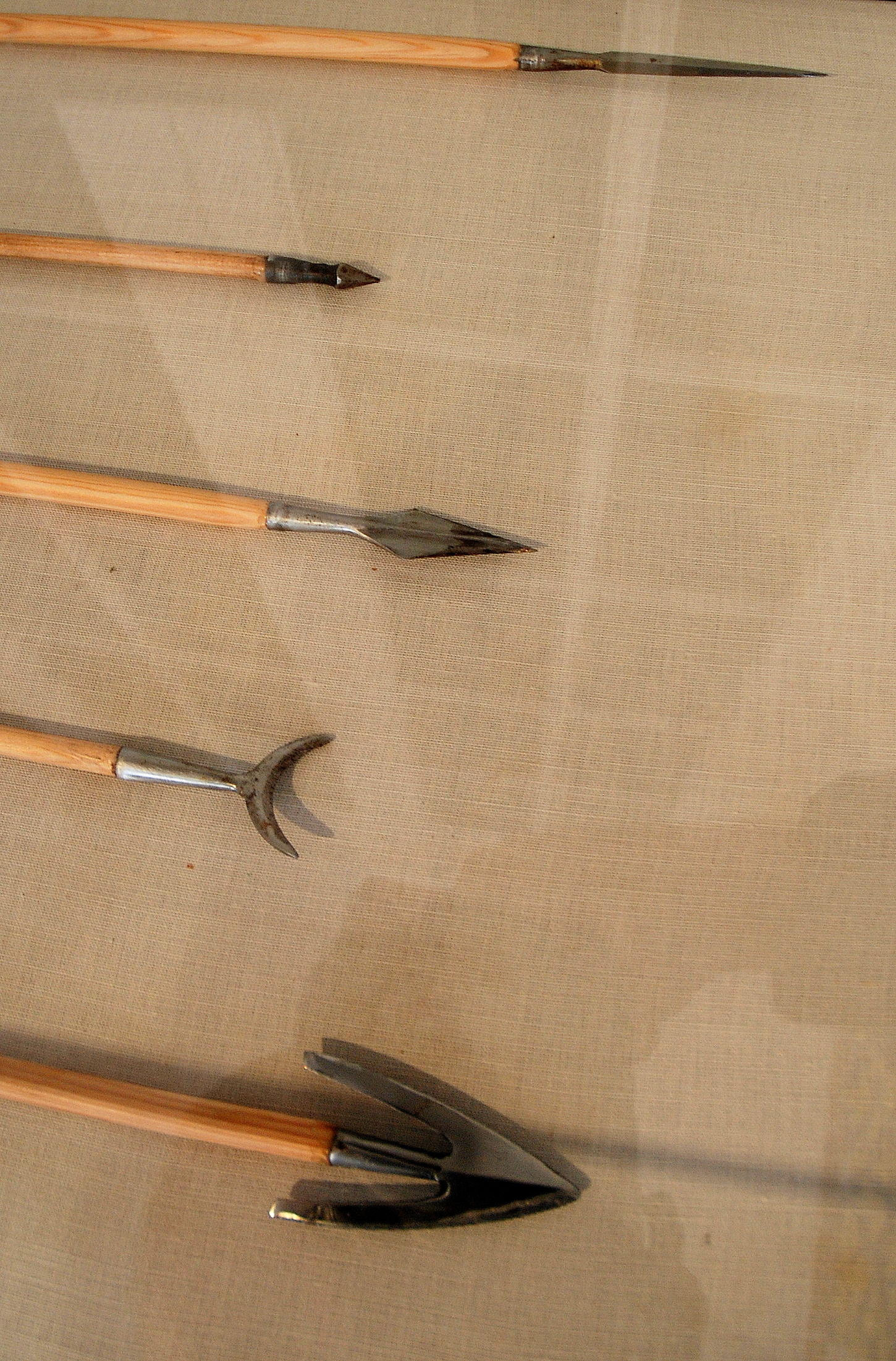
ヨーロッパの矢尻
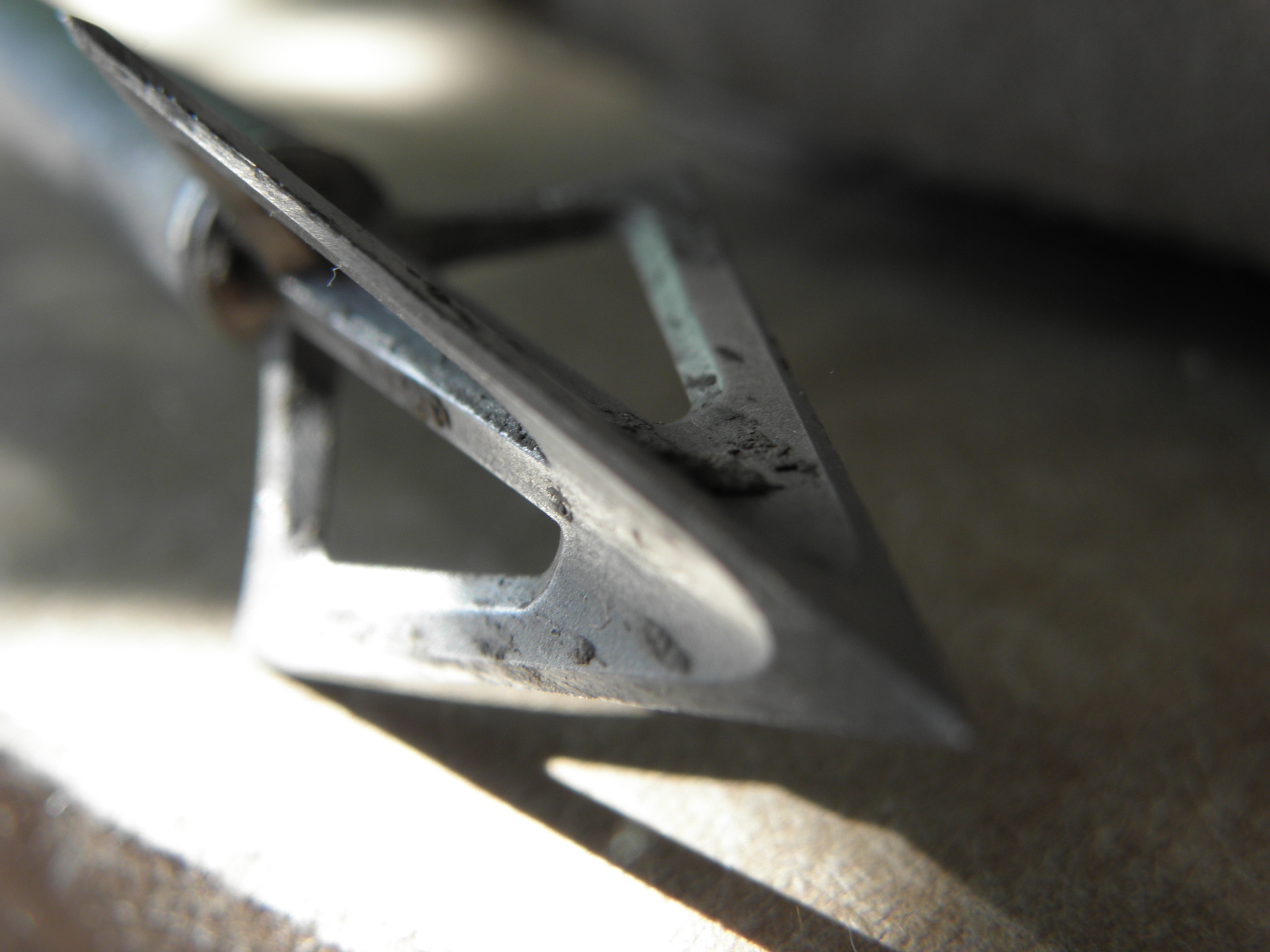
出血死させる工夫がされたブロードヘッド

#### 箆（の）
矢の、棒の部分。竹（矢竹と呼ばれる）で作られ、矢柄（やがら）、矢箆竹（やのちく）、矢竹（やだけ）などと呼ばれることもある。現代ではジュラルミンや炭素繊維強化プラスチック製のものも学生を中心に用いられるようになっており、これらはアーチェリーに倣ってシャフトと呼ぶこともある。
箆の形は、以下の三種がある。
一文字
文字通り端から端まで太さが変わらないもの。現在はこれが主流になっている。
杉成（すぎなり）
径が杉の木のように根（矢尻部）から徐々に細くなっている様子から名が付いた。竹の生育に適っていて、工作が少ないために丈夫といわれる。
麦粒（むぎつぶ）
中央が最も太く、両端にいくにつれてだんだん細くなるもの。空気抵抗を受けた際の振動率がよく、遠くまで威力を弱めにくく飛んでゆくので遠矢や鏑矢などに用いられた。

一組の矢では節の位置をそろえてあり、一本の矢には節は四つある。
射付節（いつけぶし）
鏃から5cm位のところにある節。矢を持つとき、小笠原流などではここを持つ。
箆中節（のなかぶし）
矢の中央よりやや鏃側にある節。
袖摺節（そですりぶし）
矢の中央よりやや筈側にある節。着物を着ていると、矢を番えるときに袖が摺るのでこう呼ばれる。押取節（おっとりぶし）ともいう。
羽中節（はなかぶし）
矢羽の中にある節。

#### 矢羽（やばね）

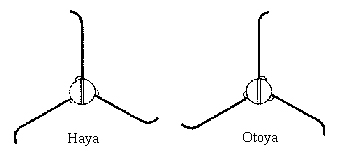
甲矢と乙矢

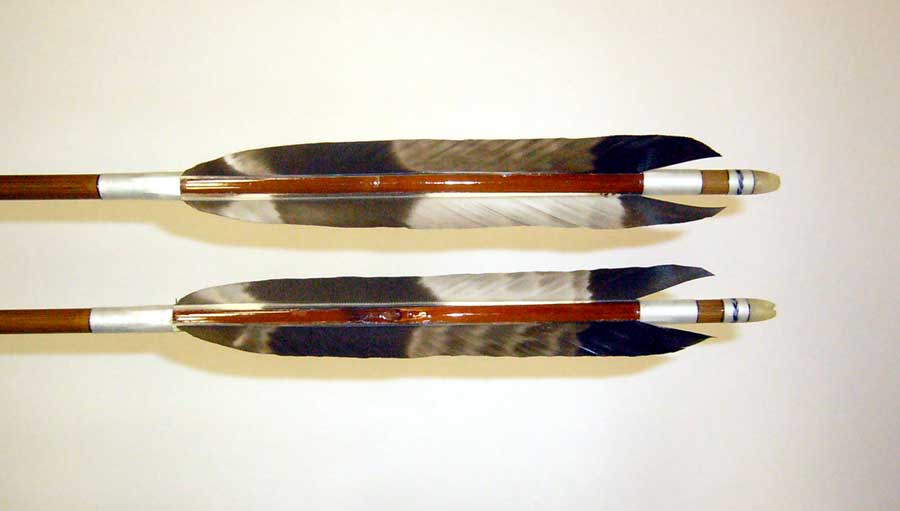
矢羽（鷲）。下が甲矢、上が乙矢

矢に取り付けられている羽。単に羽（は）と呼ばれることもある。鷲、鷹、白鳥、七面鳥、鶏、鴨など様々な種類の鳥の羽が使用されるが、特に鷲や鷹といった猛禽類の羽は最上品とされ、中近世には武士間の贈答品にもなっている。使用される部位も手羽から尾羽まで幅広いが、尾羽の一番外側の部位である「石打」が最も丈夫で、希少価値も高く珍重される。
鳥の羽は反りの向きで表裏があり、半分に割いて使用する。1本の矢に使う羽は裏表を同じ向きに揃えるので、矢には2種類ができる。矢が前進したときに（後ろから見て）時計回りに回転するのが甲矢（はや、早矢・兄矢とも書く）であり、逆が乙矢（おとや、弟矢とも書く）である。甲矢と乙矢とを合わせて1対で「一手（ひとて）」といい、射るときは甲矢から射る。
矢羽は、矧（はぎ）と呼ばれる糸で箆に固定されている。このうち鏃側の矧を本矧（もとはぎ）、筈側の矧を末矧（うらはぎ）という。ここから矢を作ることを「（矢を）矧ぐ」という。
矢羽の数によっていくつか種類があり、二枚羽は原始的な羽数で軌道が安定しにくいが、儀式用として儀仗に用いられることとなった。飛ぶ軌道の安定性を得るため四枚羽となったが矢が回転せず、三枚羽として矢を回転させ鏃で的となる対象物をえぐり取り殺傷力が強化された。
現在競技で用いられている矢は、すべて三枚羽のものである。羽にもすべて名前が付けられている。
走羽（はしりば）
矢を弦に番えたとき、上側で垂直になる羽。
頬摺羽（ほおずりば）
矢を弦に番えたとき、手前下側にくる羽。矢を引いてきたとき、頬に触れるためこう呼ぶ。また、弓摺羽（ゆずりば）ともいわれる。
外掛羽（とかけば）
矢を弦に番えたとき、向こう側の下にくる羽。

#### 筈（はず）
矢の末端の弦に番える部分。古くは箆に切込みを入れるだけだったが、弓が強力になると引いた際に箆が裂けてしまうため、弦がはまる溝が頭についたキャップ状の筈という部品をつける。筈は金属や、現在では角やプラスチックで作られ、箆を挿し込んだ後に筈巻（はずまき）という糸を巻きつけて固定する。
鏃と同じく、長く使用していると抜け落ちたり、欠けたりするのでその時は交換しなければならない。
筈が弦にはまるのは当然のことであるから、当然のことを「筈」というようになった。これは今でも「きっとその筈だ」「そんな筈はない」といった言い回しに残っている。
ちなみに、同じ「はず」でも「弭」と書いた場合、弓の上下の弦を掛ける部分を指す。この混同を避けるため、筈を矢筈、弭を弓弭（ゆはず）ということもある。

### 洋弓の矢
アーチェリーでは、矢をアロー (arrow)と呼ぶ。使用者の体格及び使用弓の引き重量に応じ、シャフトの固さ、長さ、ポイント重量を調整して作成される。

#### ポイント
先端に取り付ける金具（鏃）のこと。シャフトに挿し込み、ホットメルト接着剤を用いて固定する。アローヘッドともいう。使用弓の引き重量に応じて重量を調整する。ボドキンポイント

#### シャフト
矢の胴体の部分。素材は繊維強化プラスチック (FRP) やジュラルミンなどが使われる。なかでも、炭素繊維強化プラスチック (CFRP9)が主流となりつつある。形状は樽状シャフトとストレートシャフトなどがある。アメリカのイーストン社が世界最大のシャフトメーカーである。ボウガンや弩などに使う物は比較的短い。

#### ヴェイン
アローに取り付けられている羽のこと。鳥羽根、ビニール製、プラスティック製、フイルム製などがある。小さいものはグルーピング（矢の集中力）が良いが、ミスしたときの被害が大きい。それに対して大きいものはグルーピングが多少悪くなるが、ミスしても被害が最小限にとどまる。そのため一般的に初心者は大きいものを、上級者は小さいものを用いる。クロスボウや弩に使う物は枚数を減らしていたり場合によっては矢羽自体がなかったりする。
一本の矢に対し、120度間隔で3枚のヴェインを貼るのが一般的。
コックフェザー
ノックの溝（弓やストリング）に対して直角な羽根。ヘンフェザーとは異なる色のものを使うことがある。
ヘンフェザー
コックフェザーに対して、120度間隔でついている羽根。

#### ノック
ストリング（弦）につがえるための部分。矢筈。プラスチック製。

## 矢傷
矢傷、矢疵（やきず）は、鋭器損傷の切創と刺創の組み合わせからなる。
創傷弾道学での矢傷の実験では、弾道ゼラチンと石鹸の組み合わせを使った実験はバラツキが多く不向きという意見がある。豚の死骸を使った実験では、8m先からロングボウを平均 45 m/s、コンパウンドボウを67 m/sで射抜いた際、矢尻によって異なるが骨のない場所では17-60 cm 突き刺さり、どの矢尻でも肋骨などの骨を貫通する威力と致命傷となる傷の深さが確認された。西武時代の医師の記録では、アメリカ先住民の矢では、接近戦での直撃でなければ頭の骨を貫通することはなく、弓兵も熟知していて致命傷となりやすい胴体を狙うことが多いと記している。
日本の戦国時代では、金創医が治療を行った。江戸時代の絵師、歌川国芳による『華佗骨刮関羽箭療治図』には、『通俗三国志演義』中で述べられる医者の華佗が関羽将軍から毒矢を取り除く手術を行っている様子を描いている。
古い記録でまとまった記述を書いている人間として、古代ギリシアの学者ケルススがいる。著書の1章を矢傷治療について割いている。この中で、抜き取るのではなく貫通させて出すことの重要性とSpoon of Dioclesという外科器具について記述している。抜き取らずに貫通させる意図は、抜き取ると矢尻が抜けて体内に残ってしまう弊害を起こすことが、矢傷が少なくなった現代で起きた事故でも指摘されている。
イギリスでは、矢柄の外れた矢尻が頬に刺さったままとなったヘンリー5世を救うために貨幣偽造の罪から釈放されたジョン・ブラッドモアが、金属加工技術により作ったポイントを抜く道具と治療技術により宮廷外科医となった。
アメリカの西部開拓時代にアメリカ先住民と戦った際に治療を行った医師 Joseph Howland Bill による記録『Notes on Arrow Wounds』では、「他の武器より致命的な傷を負わせる。治療が受けれらない場合は特にそうである。」と記している。様々な素材から矢尻が作られるが、アメリカ先住民が最も用いたのは金属から削りだしたもので矢柄はミズキ属（dogwood）の枝であった。また、連射速度も熟練していると1分間に6発が放たれ、3人の兵士に42発の傷を負わせ、1本だけの矢傷は見たことがなく、銃のように貫通することなく矢尻が大量に体内に残ってしまい治療が難しいとしている。
その時代の治療法として、矢を引き抜くのは愚策であると記している。腱を使って矢尻が固定されるが、血や体液で緩み簡単に外れ、抜いてしまうと矢尻を探すのが難しくなる。矢柄が残っていれば、それに沿って切開して取り除けるため予後も自然に治るとしている。また矢尻が貫通して体外に出ていれば逆に治療がしやすい。骨を貫通していると治療の難度が上がる。矢柄を回して動かなければ骨を貫通していると判断できる。骨を貫通した場合は、矢尻を特別な傷口に侵入しやすい細い鉗子で掴み、渾身の力を使って引き抜く作業が求められた。骨近くの筋肉が痛みに反応して収縮して矢尻がフック状になることもしばしばだったので、一度矢尻を押し込む方法も有効であった。そのほか、失血、神経への損傷などの合併症も見られた。
もちろん、矢でも死者は出る。また、致命傷とならない矢傷や銃創は半矢と呼ばれる。
ミームとして、膝に矢を受けてしまってなが知られる。

## 神話・伝承における矢

### 『古事記』
『古事記』の国譲り神話は次のように始まっている。
高木神と天照大御神は、中つ国の荒ぶる国つ神を服従させるように天菩比神に命じるが、天菩比神は復命しなかった。次に天若日子に命じるが、天若日子も中つ国に住みついてしまう。そこで今度は鳴女という雉に様子を見に行かせた。ところが天若日子は天佐具売にそそのかされ、鳴女を高御産巣日神（高木神）より授かった矢で射殺してしまう。その矢は鳴女の体を突き抜け、高木神の許に届いた。不審に思った高木神は、「天若日子が悪しき神を討ったのならば、この矢は天若日子にあたらない。しかし邪心を持っていたならば、この矢は天若日子にあたる」と誓約（うけい）をしてその矢を投げ返したところ、その矢は天若日子に当たり、天若日子は死んでしまった。これを「返し矢」（天之返し矢）という。

### 神事
さまざまな古文や句などで使われており、俳句の季語と同じように、間接的な比喩として、穢れ・邪気・魔・厄などを、祓い清めることを表している言葉でもある。
葦矢
葦矢（あしや）とは桃弓（ももゆみ）といわれる弓と一対をなすものであり、葦の矢・桃の弓ともいい、大晦日に朝廷で行われた追儺（ついな）の式で、鬼を祓う為に使われた弓矢のことで、それぞれ葦（アシ）の茎と桃の木で出来ていた。 
破魔矢
破魔矢（はまや）とはもともとは破魔弓（はまゆみ）と一対をなすものであり、はじまりは正月に行われたその年の吉凶占いに使う弓矢。後に、家内安全を祈願する幣串と同じように、家の鬼を祓う魔除けとして上棟式に小屋組に奉納される神祭具のことで、近年では破魔矢・破魔弓ともに神社などの厄除けの縁起物として知られる。 
蓬矢
蓬矢（ほうし）とは桑弓（そうきゅう）と一対をなすものであり、それぞれ蓬の矢（よもぎのや）・桑の弓（くわのゆみ）ともいい、男の子が生まれた時に前途の厄を払うため、家の四方に向かって桑の弓で蓬の矢を射た。桑の弓は桑の木で作った弓、蓬の矢は蓬の葉で羽を矧いだ（はいだ）矢。
儀矢
神社の神事用として、神宝、威儀物、神幸等に使う矢を「儀矢」（ぎや）という。征矢（そや）、雁股矢（かりまたや）、鏑矢（かぶらや）の三種がある。やがらは黒漆塗、矢筈は水晶、筈巻・下作共に紅、羽根は白羽根二片とし、平やなぐいまたは、壷やなぐいに盛るとこになっている。

## 矢に纏わる言葉
単語
- 矢面（やおもて） - 騒動や説明が必要な場面での最前の当事者や立場のこと。
- 矢返し（やがえし） - 報復、仕返しを意味する言葉。
- 矢数（やかず） - 射た矢の数、的にあった矢の数、通し矢の成した矢の数。
- 矢倉 - 矢を収蔵しておく倉、武器庫、兵庫。櫓の意、櫓の意から戦のときの展望台。
- 矢先（やさき） - 矢の先、鏃、矢の飛んで行く、来る場所。矢面と同意。
- 矢開き（やびらき）/矢口（やぐち）
- 矢文矢紋の一つ。並び矢
- 矢紋

矢紋の一つ。並び矢

- 鏑矢/嚆矢 - 「鳴り矢」ともいわれ魔除けや、騎射三物と合戦の合図に使用された鏑により、唸る矢をさす。
- 幸矢/猟矢（さちや・さつや） - 狩に用いる矢をさし、矢や弓矢は運分天分による幸福をもたらすものとして「幸・箭霊」と記述し「サチ」と読んだ。この名残として、狩や矢開きに使われる矢を「幸矢・猟矢」と記述し「サチヤ・サツヤ」と読むようになった。
- 征矢/征箭（そや） - 攻撃力の高い鏃を付けた矢のこと。
- 遠矢（とおや） - 遠くへ矢を飛ばすこと、遠方のものを射ること。
- 火矢/焙烙火矢
- 毒矢

- 的矢

慣用句
- 矢継ぎ早（やつぎばや）
- 矢でも鉄砲でも持って来い
- 矢庭に（やにわに）
- 矢の催促（やのさいそく）
- 矢も楯もたまらず（やもたてもたまらず）
- 矢場い（やばい）
- 一箭双雕（いっせんそうちょう） - 一石二鳥と同義語で一矢（ひとや）で二羽の鳥を射止めることをいう。
- 一矢報いる
- 光陰矢のごとし
- 白羽の矢が立つ